# Parafia św. Barbary w Słupi Nadbrzeżnej
Parafia świętej Barbary w Słupi Nadbrzeżnej – parafia rzymskokatolicka, znajdująca się w diecezji sandomierskiej, w dekanacie Ożarów.

## Historia
Nie znamy daty erygowania parafii w Słupi Nadbrzeżnej.  Pierwsze wzmianki znalazły się w spisach płatników świętopietrza z lat 1325-1327.
Kościół parafialny pw. św. Barbary został zbudowany w latach 1840–1842 w stylu późnego klasycyzmu.

## Proboszczowie
- ks. Marek Szczur (2023–2024)
- ks. Antoni Drabowicz (2024– )[1]